# Purple Mountains
Purple Mountains — американський інді-рок проект, створений музикантом і поетом Девідом Берманом.
Проект дебютував у травні 2019 року, більш ніж через десять років після розпуску попереднього гурту Девіда Бермана (David Berman), Silver Jews.
Однойменний альбом був випущений у липні 2019 року. Альбом був записаний переважно в Чикаго, а спродюсований Джарвісом Тавеньєром (Jarvis Taveniere) і Джеремі Ерлом (Jeremy Earl) з гурту Woods.
Назва проекту походить від «Purple Mountains Majesty» — мондегріну рядка «Purple Mountain Majesties» з американської патріотичної пісні «America the Beautiful».
Шон Л. Мелоні (Sean L. Maloney) з Nashville Scene описав його як «вражаючий, важкий і, можливо, з поганими передчуттями, але все ж він передчуває велич, якої повністю бракувало [гурту] Silver Jews, який часто недооцінював себе».
Берман, єдиний учасник проекту, помер 7 серпня 2019 року.

## Історія
Берман повернувся до музики у 2018 році, ставши співпродюсером другого студійного альбому Йонатана Гата (Yonatan Gat), Universalists.
12 грудня 2018 року колишній учасник гуртів Pavement і Silver Jews, Боб Настанович (Bob Nastanovich), повідомив у своєму подкасті Three Songs, що в 2019 році Девід Берман випустить новий альбом під назвою Purple Mountains (так само називався блог Бермана). Його блог іноді також називався Menthol Mountains.
10 травня 2019 року Берман (під псевдонімом Purple Mountains), випустив свою першу музику за понад десять років, сингл під назвою «All My Happiness Is Gone», який вийшов на вінілі на незалежному лейблі Drag City, Чикаго, Ілінойс. 
Сингл включав два ремікси пісні: «All My Happiness Is Wrong» гурту Noah Count та «All My Happiness Is Long» Марка Неверса з записами Дейва Клауда, а також вказував, що повноформатний альбом вийде через пару місяців».
У створенні синглу брали участь: 
- Девід Берман,
- Джеремі Ерл з гурту Woods,
- Джарвіс Тавеньєр з гурту Woods,
- Аарон Неве,
- Анна Сент-Луїс — автор пісень.[8][9]

Сингл було випущено в цифровому форматі 17 травня 2019 року з оголошенням про повноформатний альбом і запланований тур по Північній Америці. 
Однойменний дебютний альбом вийшов 12 липня 2019 року.
11 червня 2019 року вийшов другий сингл альбому, «Darkness and Cold».
28 червня 2019 року було випущено третій і останній сингл альбому, «Margaritas at the Mall».
Також на замовлення Бермана, австралійський електронний музичний гурт The Avalanches, з яким Берман співпрацював у минулому, створив ремікс «All My Happiness Is Gone». Але проблема з ліцензуванням не дозволила випустити ремікс від гурту The Avalanches.
Берман скоїв самогубство 7 серпня 2019 року, менше ніж через місяць після виходу альбому.

## Дискографія

### Студійні альбоми
- Purple Mountains (2019)

### Сингли
- "All My Happiness Is Gone" (2019)[15]
- "Darkness and Cold" (2019)
- "Margaritas at the Mall" (2019)